# 4. Garde-Kavallerie-Brigade (Deutsches Kaiserreich)
Die 4. Garde-Kavallerie-Brigade war ein Großverband der Preußischen Armee.

## Geschichte
Im Zuge der Heereserweiterung wurde die Brigade durch Verordnung des Kriegsministeriums vom 1. Februar zum 1. April 1890 errichtet. Das Kommando befand sich in Potsdam. Die Brigade gehörte zur Garde-Kavallerie-Division und ihr waren das Leib-Garde-Husaren-Regiment und das 2. Garde-Ulanen-Regiment unterstellt.
Mit Ausbruch des Ersten Weltkriegs wurde die Brigade aufgelöst. Das Leib-Garde-Husaren-Regiment trat als Divisionskavallerie zur 1. Garde-Infanterie-Division, das 2. Garde-Ulanen-Regiment zur 2. Garde-Infanterie-Division.

## Kommandeure
| Dienstgrad          | Name                          | Datum                                     |
| ------------------- | ----------------------------- | ----------------------------------------- |
| Oberst/Generalmajor | Adolf von Michaelis           | 01. April 1890 bis 19. Mai 1893           |
| Oberst/Generalmajor | Moritz von Bissing            | 20. Mai 1893 bis 31. August 1894          |
| Generalmajor        | Friedrich Leopold von Preußen | 01. September 1894 bis 9. September 1898  |
| Generalmajor        | Albrecht von Württemberg      | 10. September 1898 bis 22. September 1900 |
| Oberst/Generalmajor | Hans von Dittmar              | 23. September 1900 bis 23. April 1904     |
| Oberst/Generalmajor | Alfred zu Dohna-Schlobitten   | 24. April 1904 bis 1. September 1907      |
| Generalmajor        | Alfred von Kühne              | 02. September 1907 bis 26. Januar 1911    |
| Generalmajor        | Konrad von Heuduck            | 27. Januar 1911 bis 2. April 1913         |
| Oberst              | Karl Otto von Senden          | 03. April 1913 bis 1. August 1914         |